# Unité urbaine de Bolbec
L'unité urbaine de Bolbec est une agglomération française centrée sur la commune de Bolbec, en Seine-Maritime. 

## Données générales
Dans le zonage réalisé par l'Insee en 1999, l'unité urbaine était composée de trois communes, Bolbec, Gruchet-le-Valasse et Saint-Eustache-la-Forêt.
Dans le zonage réalisé en 2010, l'unité urbaine était composée de cinq communes, les communes de Mélamare et de Nointot ayant été ajoutées au périmètre.
Dans le nouveau zonage réalisé en 2020, elle est composée des cinq mêmes communes.
En 2022, avec 18 158 habitants, elle représente la 7e unité urbaine du département de la Seine-Maritime et occupe le 19e rang dans la région Normandie.

## Composition de l'unité urbaine en 2020
Elle est composée des cinq communes suivantes :
| Nom                     | Code Insee | Département    | Statut       | Superficie (km2) | Population (dernière pop. légale) | Densité (hab./km2) | Modifier                                    |
| ----------------------- | ---------- | -------------- | ------------ | ---------------- | --------------------------------- | ------------------ | ------------------------------------------- |
| Bolbec (ville-centre)   | 76114      | Seine-Maritime | ville-centre | 12,24            | 11 618 (2022)                     | 949                | modifier les données · modifier les données |
| Gruchet-le-Valasse      | 76329      | Seine-Maritime | banlieue     | 14,20            | 3 026 (2022)                      | 213                | modifier les données · modifier les données |
| Mélamare                | 76421      | Seine-Maritime | banlieue     | 6,35             | 932 (2022)                        | 147                | modifier les données · modifier les données |
| Nointot                 | 76468      | Seine-Maritime | banlieue     | 6,00             | 1 369 (2022)                      | 228                | modifier les données · modifier les données |
| Saint-Eustache-la-Forêt | 76576      | Seine-Maritime | banlieue     | 6,59             | 1 213 (2022)                      | 184                | modifier les données · modifier les données |

## Évolution démographique
| 1968   | 1975   | 1982   | 1990   | 1999   | 2008   | 2013   | 2019   |
| ------ | ------ | ------ | ------ | ------ | ------ | ------ | ------ |
| 16 465 | 16 891 | 17 653 | 18 175 | 18 257 | 17 492 | 17 912 | 18 275 |

#### Données générales
- Unité urbaine
- Aire d'attraction d'une ville
- Aire urbaine (France)
- Liste des unités urbaines de France

#### Données démographiques en rapport avec l'unité urbaine de Bolbec
- Aire d'attraction du Havre
- Arrondissement du Havre

#### Données démographiques en rapport avec la Seine-Maritime
- Démographie de la Seine-Maritime